# 马克·亚历山大
马克·亚历山大（法語：Marc Alexandre，1959年10月30日—），法国男子柔道运动员。他曾代表法国参加1984年和1988年夏季奥林匹克运动会柔道比赛，共获得一枚金牌和一枚铜牌。